# Напуштени (стрип)
Напуштени је епизода Дилан Дога објављена у свесци бр. 138. у издању Веселог четвртка. Свеска је објављена 06. 09. 2018. Коштала је 270 дин (2,27 €; 2,65 $). Имала је 94 стране.

## Оригинална епизода
Оригинална епизода под називом Gli abbandonati објављена је премијерно у бр. 347. регуларне едиције Дилана Дога која је у Италији у издању Бонелија изашла 29.07.2015. Епизоду је нацртао Ђанпјеро Казертано, сценарио написала Паола Барбато, а насловну страну нацртао Анђело Стано. Коштала је 3,5 €.

## Кратак садржај
Неколико људи мистериозно је нестало у околини града Винбринг (енгл. Wynbring), који се налази у близини аеродрома Саутхенд (енгл. Southend). Дилан и Блок крећу у Винбринг да истраже случај. И сам Дилан мистериозно нестаје из аутомобила на улазу у градић. Уз помоћ Џенкинса сазнају да је Винбринг постепено напуштан од када је 1993. год. почео да се шири аеродром у Саутхенду. Када је 2008. почео да се одвија и међународни саобраћај, живот становника се претворио у пакао када су огромни авиони почели да им прелећу изнад глава. Становници нису моли да поднесу да живе у константном страху, па су се временом сви иселили, а Винбринг је постао град духова. Градићу се, међутим, то није свидело, па је оживео и почео да присилно задржава случајне пролазнике. Дилан и Блок имају захтеван проблем да избаве се таоце Винбринга, али и саме себе из града духова.

## Насловна страна
Насловница је инспирисана биоскопским постером за филм Алфреда Хичкока Север-северозапад из 1959. године. Радња епизоде није везана за радњу филма.

## Претходна и наредна епизода
Претходна епизода носила је наслов ...и у прах ћеш се вратити (бр. 137), а наредна Погрешна рука (бр. 139).